# Штайн, Клиффорд
Клиффорд Штайн — профессор, американский специалист в области компьютерных наук. В настоящее время преподаёт в Колумбийском университете (Нью-Йорк), а ранее вёл курсы в Дартмутском колледже (Нью-Гэмпшир). Получил степень бакалавра в Принстоне в 1987 году, магистра — в Массачусетском технологическом институте и доктора философии — там же в 1992.
Он соавтор (вместе с Томасом Корменом, Чарльзом Лейзерсоном и Рональдом Ривестом) второго издания знаменитой в среде программистов книги «Алгоритмы: построение и анализ».